# Haplophaedia
Haplophaedia es un género de aves apodiformes de la familia Trochilidae (los colibríes) que agrupa a tres especies nativas de América del Sur y Central, cuyas áreas de distribución, principalmente a lo largo de la cordillera de los Andes, se encuentran entre el extremo este de Panamá, el norte de Colombia y el centro de Bolivia. A sus miembros se les conoce por el nombre común de calzaditos y también zamarritos o helecheros, entre otros.

## Características
Los colibríes de este género miden en promedio 9 cm de longitud, y la principal característica son los conspícuos pompones de largo plumón blanco o rufo-leonado, que cubren sus muslos, a manera de «calzas» o «polainas» (de donde proviene su nombre popular). El pico es recto, negro y de largo aproximado a tres cuartos la cabeza, de color predominante verde oscuro brillante, de colas ligeramente furcadas, de color azul negruzco. de rectrices anchas. Las hembras son semejantes. Habitan los estratos bajos de los bosques húmedos montanos, áreas boscosos y matorrales de piedemonte.

## Taxonomía
El género Haplophaedia fue propuesto por el zoólogo francés Eugène Louis Simon en 1918 con Trochilus aureliae, actualmente Haplophaedia aureliae originalmente designada como la especie tipo.
El presente género y Eriocnemis han sido históricamente tratados como hermanos, debido a las similitudes de plumaje y morfológicas, lo que ha sido confirmado por los estudios genético-moleculares recientes.
La especie H. assimilis fue tratada en el pasado como una subespecie de H. aureliae y como especie plena a partir del año 2000. Una nueva Propuesta No 923 al Comité de Clasificación de Sudamérica (SACC) de tratamiento como conespecíficas fue unánimemente rechazada.

### Etimología
El nombre genérico femenino «Haplophaedia» es una combinación de las palabras del griego «haploos» que significa ‘liso’, y «phaidros» que significa ‘brillante’.

## Lista de especies
Según las clasificaciones del Congreso Ornitológico Internacional (IOC) y Clements Checklist/eBird, el género agrupa a las siguientes especies con el respectivo nombre popular de acuerdo con la Sociedad Española de Ornitología (SEO):
| Imagen | Nombre científico      | Autor                      | Nombre común              | Estado de conservación | Distribución |
| ------ | ---------------------- | -------------------------- | ------------------------- | ---------------------- | ------------ |
|        | Haplophaedia aureliae  | (Bourcier & Mulsant), 1846 | calzadito verdoso norteño | LC                     |              |
|        | Haplophaedia assimilis | (Elliot), 1876             | calzadito verdoso sureño  | LC                     |              |
|        | Haplophaedia lugens    | (Gould), 1851              | calzadito canoso          | NT                     |              |